# Paul Lévêque
Paul Lévêque, né le 11 juillet 1895 à Lagny-sur-Marne et mort le 23 décembre 1974 dans la même ville, est un homme politique français.

## Détail des fonctions et des mandats
Mandat parlementaire
- 16 juillet 1959 - 1er octobre 1968 : Sénateur de Seine-et-Marne